# Étienne Tournès
Étienne Tournès, né le 10 avril 1855 à Seix (Ariège) et mort le 25 mai 1931 à Paris, est un peintre français.

## Biographie
Léon Étienne Tournès est le fils de Michel Tournès, pharmacien, et de Marianne Bergès.
Élève de l’École municipale de Bordeaux et d'Alexandre Cabanel, il expose régulièrement au Paris à partir de 1878.
En 1890, il est sociétaire de la Société nationale des beaux-arts.
Il obtient en 1887 une mention honorable pour Le Matin, en 1888, une troisième médaille pour Femme faisant chauffer un fer, puis également une troisième médaille lors de l'Exposition universelle de 1889.
En 1891, il épouse Louise Clémentine Nesserino (1859-1951). Leur fille Jeanne Tournès (1882-1961), deviendra peintre également.
Il meurt à son domicile parisien de la rue La Quintinie à l'âge de 76 ans. Il est inhumé au cimetière parisien de Thiais.

## Distinctions
- En 1889, il est nommé Officier d'académie
- En 1896, il est élevé au rang de chevalier de la Légion d'honneur.